# Juro que te amo
Juro que te amo, est une telenovela mexicaine diffusée en 2008 - 2009 par Televisa.

## Distribution
- Ana Brenda Contreras - Violeta Madrigal Campero
- José Ron - José María Aldama
- Patricia Navidad - ‘Doña Antonia Campero Vda de Madrigal
- Alexis Ayala  - Don Justino Fregoso
- Alejandro Avila -  Mariano Lazcano
- Cecilia Gabriela - Leonora Cassis de Lazcano
- Marcelo Córdoba - Maximiliano Cuellar
- Florencia de Saracho - Mariela Fregoso
- Lourdes Reyes - Malena de Fregoso
- [[José Elías Moreno Jr.
- |José Elías Moreno]] - Rogelio Urbina
- Mariana Karr - Fausta Zuloaga
- Xavier Marc - Padre Basilio Herrera
- Joana Brito - Jesusa Ponciano
- Héctor Sáez - Toribio
- Natasha Dupeyrón - Rosalia "Lía" Madrigal Campero
- Alberto Agnesi - Renato Lazcano Cassis
- Liliana Goret - Ivanna Lazcano Cassis
- Jessica Coch - Cristina de Urbina
- Imanol Landeta - Pablo Lazcano Cassis
- Osvaldo de León - Rodrigo Charolet
- Pepe Gamez - Julio Madrigal Campero
- Claudia Godínez - Celia
- Gerardo Murguía - Celestino Charolet
- Adriano Zendejas - Daniel Madrigal Campero
- Sury Sadai - Coralito
- Francisco Rubio - Claudio Balcázar
- Graciela Bernardos - Adelina
- Cecilia Romo - Olvido
- Lorely Mancilla - Candela
- Roberto Miquel - Delfino
- Ariane Pellicer - Janis
- Antonio Escobar - Pantaleón
- Lorena Álvarez - Adelaida Lacayo
- German Gutiérrez - Dr Alejandro Rangel
- Kelchie Arizmendi - Irma
- Luis José Santander - Amado Madrigal
- Marco Munoz - Andres

## Autres versions

### Telenovelas
- Los parientes pobres (1993), dirigée par Miguel Córcega, produit par Carla Estrada pour Televisa; avec Lucero Hogaza, Ernesto Laguardia, Nuria Bages et Joaquín Cordero.

### Sources
- (es) Cet article est partiellement ou en totalité issu de l’article de Wikipédia en espagnol intitulé « Juro que te amo » (voir la liste des auteurs).